# Іванов Володимир Петрович
Володимир Петрович Іванов (нар. 1898 — ?) — український радянський діяч, голова Харківської обласної ради професійних спілок. Член Ревізійної Комісії КПУ у вересні 1952 — вересні 1961 р.

## Біографія
Член РКП(б) з 1918 року. Перебував на відповідальній партійній роботі.
До 1941 року — 1-й секретар Червонозаводського районного комітету КП(б)У міста Харкова.
На 1943 (затверджений в квітні 1945)—1948 роки — 1-й секретар Червонозаводського районного комітету КП(б)У міста Харкова.
У жовтні 1948 — 1960 року — голова Харківської обласної ради професійних спілок.
Подальша доля невідома.

## Нагороди
- орден Леніна (6.12.1957)
- орден Трудового Червоного Прапора (23.01.1948)
- орден Червоної Зірки (28.08.1944)
- медалі